# 马尔科·杰里尼
马尔科·杰里尼（義大利語：Marco Gerini，1971年8月5日—），意大利男子水球运动员。他曾代表意大利参加1996年和2004年夏季奥林匹克运动会水球比赛，分别获得铜牌和第八名。